# Gyerim
Gyerim (en coreano: 계림) es un pequeño bosque en el parque nacional de Gyeongju, Gyeongju, en el país asiático de Corea del Sur. El nombre significa literalmente "bosque del gallo". El bosque se encuentra cerca de la antigua sede del palacio del reino de Silla en el centro de Gyeongju. Algunas de sus características principales incluyen la fortaleza Banwolseong, Cheomseongdae, el Museo Nacional de Gyeongju, y los complejos de Tumbas Reales.
Siendo considerado un lugar sagrado, un monumento se construyó en 1803 para conmemorar la leyenda del nacimiento de Kim Alji de la dinastía Joseon. Gyerim fue designado como monumento histórico nº 19 del Gobierno de Corea a partir de enero de 1963. Gyerim fue declarado Patrimonio de la Humanidad por la Unesco en el año 2000 como parte del conjunto patrimonial "Zonas históricas de Gyeongiu".